# Cave City, Kentucky

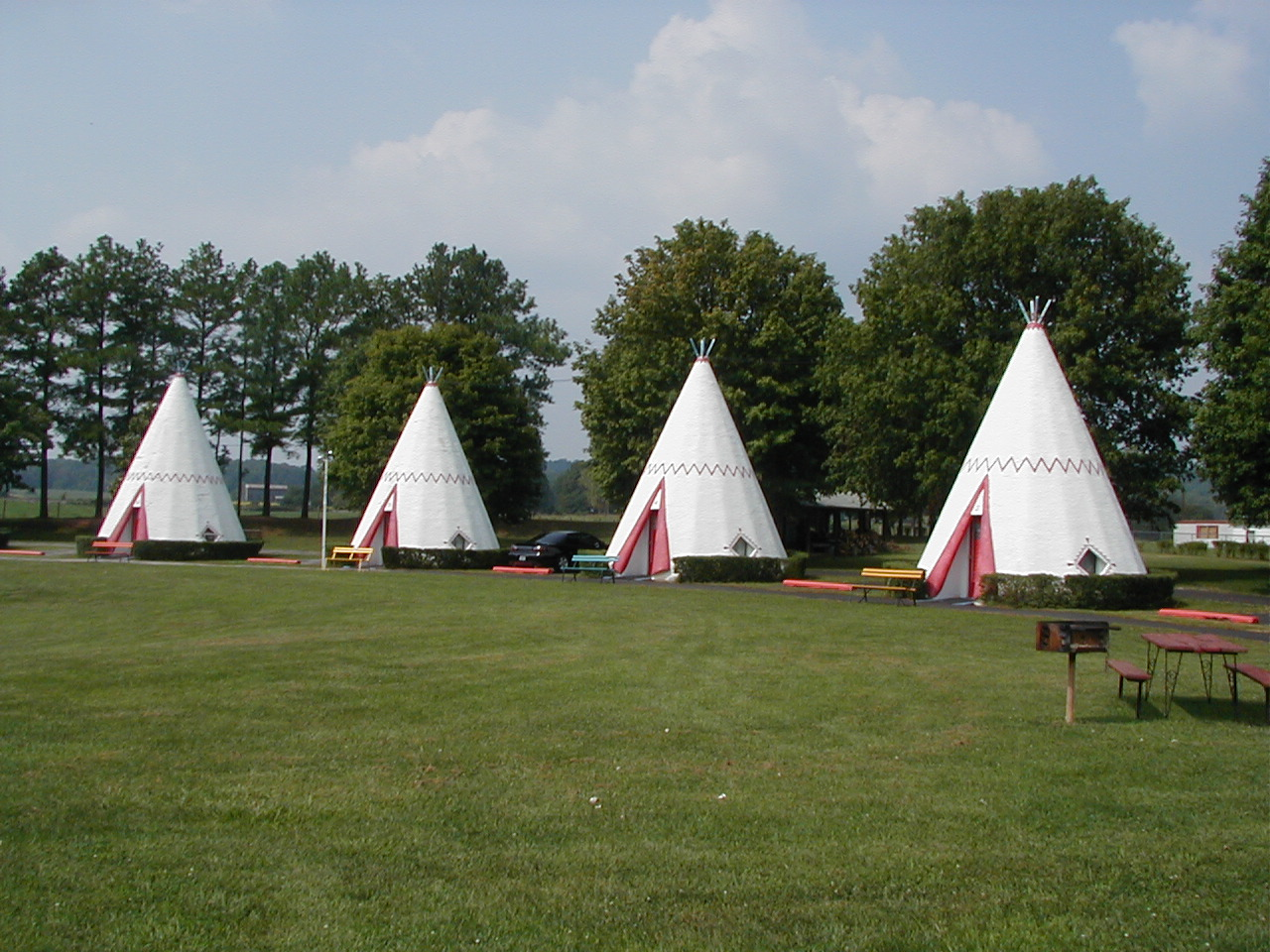
Wigwam Village Motel i Cave City

Cave City är en ort i Barren County, Kentucky, USA. År 2000 hade orten 1 880 invånare. Den har enligt United States Census Bureau en area på 11,2 km², allt är land.